# 奥古斯托·里吉
奥古斯托·里吉 （義大利語：Augusto Righi，1850年8月27日—1920年6月8日），意大利物理学家，电磁学研究的先驱。磁滞现象發現者。

## 生平
里吉出生于博洛尼亚，1873年和1880之间在博洛尼亚职业技术学院教物理，後又來到巴勒莫大学。1885年至1889年帕多瓦大学教授，之後重新回到博洛尼亚大学當教授。
他的早期研究（1872年至1880年）在博洛尼亚进行的，主要是研究静电。他于1872年发明了一种感应静电，能够检测和控制放電大小的静电电荷，他還制定了簡諧运动的数学描述，并发现了磁滞现象。1880年，尽管里吉只是巴勒莫大学的物理学普通教授，但他熱衷於研究热和电的传导。在帕多瓦大學，他研究了光电效应。1889年年底，里吉回到了他的家乡博洛尼亚，在那裡研究倫琴射線和塞曼效应度過餘生。
里吉也是第一個發現微波的物理學家，并开通了电磁波谱這個全新领域的研究和应用。他的論文《L'ottica delle oscillazioni elettriche （页面存档备份，存于）》（1897年）总结了他的研究结果，被认为是实验電磁學的经典。自1990年開始，里吉也開始研究倫琴射線和塞曼效应。在1903年，他写下了第一篇關於无线电报的论文。 他还研究了气体压力和电离各种条件下。1918年里吉开始致力于改进迈克尔逊 - 莫雷实验。
里吉最著名的學生之一便是無線電發明者古列尔莫·马可尼，馬可尼曾在他位於博洛尼亞的實驗室做研究。

## 外部連結
- Augusto Righi at the University of Bologna - Biographical Info （页面存档备份，存于）
- The professor of G. Marconi
- Info on the Highfields Amateur Radio Club web